# Autonome districten van Rusland
De Russische Federatie is onderverdeeld in 89 deelgebieden (bestuurlijke eenheden), waaronder 4 autonome districten (aвтономные округа, enkelvoud автономный округ). Drie van deze districten maken weer deel uit van een oblast; op een kaartje met oblasten kunnen deze met of zonder het autonome district worden weergegeven (zie de link hiervóór en oblast Archangelsk).
Sinds 2000 is hierboven een overkoepelende bestuurlijke laag ingesteld, in de vorm van federale districten.

## Lijst met Russische autonome districten
| |  |
| 1. Tsjoekotka (zelfstandig) 2. Chanto-Mansië (oblast Tjoemen) 3. Nenetsië (oblast Archangelsk) 4. Jamalië (oblast Tjoemen) |  |

## Voormalige autonome districten
- op 1 december 2005 is Permjakië samengegaan met oblast Perm tot kraj Perm
- op 1 januari 2007 zijn Tajmyr en Evenkië opgegaan in kraj Krasnojarsk
- op 1 juli 2007 is Korjakië samengegaan met de oblast Kamtsjatka tot de kraj Kamtsjatka
- op 1 januari 2008 is Oest-Orda Boerjatië opgegaan in de oblast Irkoetsk
- op 1 maart 2008 is Aga-Boerjatië samengegaan met de oblast Tsjita tot de kraj Transbaikal